# Championnat du monde de hockey sur glace 1996
Navigation
Mondial 1995 Mondial 1997
Les soixantièmes championnats du monde de hockey sur glace ont lieu en 1996. Avec l'épanouissement du hockey à travers le monde et ainsi que des changements politiques, le championnat regroupe dorénavant 36 nations réparties sur quatre divisions. Le plus haut niveau, le mondial A, se joue du 21 avril au 5 mai 1996 à Vienne en Autriche avec les douze meilleurs nations au monde. La Slovaquie rejoint pour la première fois depuis son indépendance, le groupe Élite mais c'est la République tchèque qui remporte la victoire finale avec son premier titre depuis la dissolution de la Tchécoslovaquie en 1993.
Les huit équipes suivantes participent au mondial B, disputé du 10 au 20 avril à Eindhoven aux Pays-Bas. Avec six victoires et un nul, l'équipe de Lettonie finit en tête de ce mondial B et s'assure ainsi une place dans le mondial A en 1997. Le mondial C regroupe les équipes classées entre la 21e et la 28e place et les matchs sont joués entre le 22 et le 31 mars à Jesenice et Kranj en Slovénie. Dans cette poule, le Kazakhstan et l'Ukraine finissent à égalité mais le Kazakhstan est promu dans le mondial B grâce à sa victoire 3-2 sur l'Ukraine. Le dernier groupe, le mondial D, est remporté par la Lituanie à domicile lors des matchs joués à Kaunas et Elektrėnai du 25 au 31 mars.

## Mondial A
Les douze équipes sont divisées en deux poules de six nations ; dans chaque poule, les quatre meilleures équipes sont qualifiées pour les quarts-de-finale alors que les deux dernières doivent jouer un barrage, l'équipe finissant dernière étant reléguée pour l'édition suivante. La répartition des poules est la suivante : 
| Groupe | Nation     | Classement 1995    |
| ------ | ---------- | ------------------ |
| A      | Allemagne  | 9e                 |
| A      | Autriche   | 11e                |
| A      | Canada     | 3e                 |
| A      | États-Unis | 6e                 |
| B      | Finlande   | 1er                |
| B      | France     | 8e                 |
| B      | Italie     | 7e                 |
| B      | Norvège    | 10e                |
| A      | Russie     | 5e                 |
| A      | Slovaquie  | Promu du mondial B |
| B      | Suède      | 2e                 |
| B      | Tchéquie   | 4e                 |

### Première phase

#### Groupe A
| 21 avril | Allemagne | 1-2 (0-1, 1-1, 0-0) | Russie | Wiener Stadthalle 7 000 spectateurs |

| Feuille de match | Feuille de match                        | Feuille de match | Feuille de match                                                                  | Feuille de match                                                 |
| ---------------- | --------------------------------------- | ---------------- | --------------------------------------------------------------------------------- | ---------------------------------------------------------------- |
|                  | Draisaitl (Benda, Stefan) — 34 min 11 s | 0-1 1-1 1-2      | Bryline (Berezine, Mironov) — 6 min 1 s Iachine (Karpov, Ierofeïev) — 34 min 50 s | Arbitrage : Andersson (Suède) Andersen (Norvège) Ronmark (Suède) |
|                  |                                         |                  |                                                                                   | Arbitrage : Andersson (Suède) Andersen (Norvège) Ronmark (Suède) |
|                  |                                         |                  |                                                                                   | Arbitrage : Andersson (Suède) Andersen (Norvège) Ronmark (Suède) |
|                  |                                         |                  |                                                                                   | Arbitrage : Andersson (Suède) Andersen (Norvège) Ronmark (Suède) |

| 21 avril | Canada | 3-3 (0-0, 1-2, 2-1) | Slovaquie | Wiener Stadthalle 5 000 spectateurs |

| Feuille de match | Feuille de match                                                                                   | Feuille de match        | Feuille de match                                                             | Feuille de match                                                       |
| ---------------- | -------------------------------------------------------------------------------------------------- | ----------------------- | ---------------------------------------------------------------------------- | ---------------------------------------------------------------------- |
|                  | Friesen (Thomas) — 38 min 40 s Green (Bodger) — 50 min 31 s Green (Jomphe, Duchesne) — 55 min 28 s | 0-1 0-2 1-2 2-2 3-2 3-3 | Sekeráš (Kolník) — 23 min 45 s Pucher — 29 min 29 s Jozef Daňo — 57 min 57 s | Arbitrage : Lepaus (Finlande) Rautavuorio (Finlande) Poliakov (Russie) |
|                  | |                         |                                                                              | Arbitrage : Lepaus (Finlande) Rautavuorio (Finlande) Poliakov (Russie) |
|                  | |                         |                                                                              | Arbitrage : Lepaus (Finlande) Rautavuorio (Finlande) Poliakov (Russie) |
|                  | |                         |                                                                              | Arbitrage : Lepaus (Finlande) Rautavuorio (Finlande) Poliakov (Russie) |

| 22 avril | Autriche | 1-5 (0-1, 1-2, 0-2) | États-Unis | Wiener Stadthalle 5 000 spectateurs |

| Feuille de match | Feuille de match               | Feuille de match        | Feuille de match | Feuille de match                                                       |
| ---------------- | ------------------------------ | ----------------------- | --- | ---------------------------------------------------------------------- |
|                  | Nasheim (Pusnik) — 27 min 36 s | 0-1 0-2 1-2 1-3 1-4 1-5 | Hendrickson (McInnis) — 13 min 37 s Pederson (Stevens, Tancill) — 25 min 40 s Sacco (Stevens) — 33 min 4 s Tancill (Rolston, Chorske) — 41 min 26 s Bonin (Plante) — 47 min 22 s | Arbitrage : Rejthar (Tchéquie) Lauff (Slovaquie) Rautavuori (Finlande) |
|                  |                                |                         | | Arbitrage : Rejthar (Tchéquie) Lauff (Slovaquie) Rautavuori (Finlande) |
|                  |                                |                         | | Arbitrage : Rejthar (Tchéquie) Lauff (Slovaquie) Rautavuori (Finlande) |
|                  |                                |                         | | Arbitrage : Rejthar (Tchéquie) Lauff (Slovaquie) Rautavuori (Finlande) |

| 22 avril | Russie | 6-2 (2-1, 0-0, 4-1) | Slovaquie | Wiener Stadthalle 5 400 spectateurs |

| Feuille de match | Feuille de match | Feuille de match                | Feuille de match                                                              | Feuille de match                                                           |
| ---------------- | --- | ------------------------------- | ----------------------------------------------------------------------------- | -------------------------------------------------------------------------- |
|                  | Kvartalnov (Bryline) — 5 min 36 s Berezine (Kasparaitis, Kvartalnov) — 11 min 43 s Oksiouta — 41 min 7 s Skopintsev (Iachine) — 43 min 21 s Ierofeïev (Potaïtchouk) — 48 min 35 s Skopintsev (Iachine) — 57 min 6 s | 1-0 1-1 1-2 2-2 3-2 4-2 5-2 6-2 | - Pálffy (Šatan, Petrovický) — 6 min 7 s Haščák (Demitra, Šatan) — 8 min 27 s | Arbitrage : Muller (Allemagne) Baumgartner (Suisse) Dziekanowski (Pologne) |
|                  | |                                 |                                                                               | Arbitrage : Muller (Allemagne) Baumgartner (Suisse) Dziekanowski (Pologne) |
|                  | |                                 |                                                                               | Arbitrage : Muller (Allemagne) Baumgartner (Suisse) Dziekanowski (Pologne) |
|                  | |                                 |                                                                               | Arbitrage : Muller (Allemagne) Baumgartner (Suisse) Dziekanowski (Pologne) |

| 23 avril | États-Unis | 4-2 (1-2, 1-0, 2-0) | Allemagne | Wiener Stadthalle 4 300 spectateurs |

| Feuille de match | Feuille de match                                                                                           | Feuille de match        | Feuille de match                                                     | Feuille de match                                                 |
| ---------------- | --- | ----------------------- | -------------------------------------------------------------------- | ---------------------------------------------------------------- |
|                  | Tancill (Rolston) — 54 s Tancill — 34 min 39 s Stevens (Sacco, Johnson) — 45 min 2 s Chorske — 49 min 24 s | 1-0 1-1 1-2 2-2 3-2 4-2 | Hegen (Rumrich) — 7 min 19 s Lüdemann (Bergen, MacKay) — 16 min 53 s | Arbitrage : Lepaus (Finlande) Andersen (Norvège) Rönmark (Suède) |
|                  | |                         |                                                                      | Arbitrage : Lepaus (Finlande) Andersen (Norvège) Rönmark (Suède) |
|                  | |                         |                                                                      | Arbitrage : Lepaus (Finlande) Andersen (Norvège) Rönmark (Suède) |
|                  | |                         |                                                                      | Arbitrage : Lepaus (Finlande) Andersen (Norvège) Rönmark (Suède) |

| 23 avril | Autriche | 0-4 (0-1, 0-3, 0-0) | Canada | Wiener Stadthalle 6 200 spectateurs |

| Feuille de match | Feuille de match | Feuille de match | Feuille de match | Feuille de match |
| ---------------- | ---------------- | ---------------- | --- | ---------------- |
|                  |                  | 0-1 0-2 0-3 0-4  | Green (Kariya, Duchesne) — 13 min 13 s Dawe (McAmmond, Perreault) — 23 min 50 s Dawe — 32 min 4 s Perreault (Galley) — 35 min 54 s |                  |
|                  |                  |                  | |                  |
|                  |                  |                  | |                  |
|                  |                  |                  | |                  |

| 24 avril | Allemagne | 5-1 (1-0, 2-1, 2-0) | Canada | Wiener Stadthalle 4 500 spectateurs |

| Feuille de match | Feuille de match | Feuille de match        | Feuille de match                     | Feuille de match                                                       |
| ---------------- | --- | ----------------------- | ------------------------------------ | ---------------------------------------------------------------------- |
|                  | MacKay (Goldmann, Hecht) — 29 s Benda (Hecht) — 20 min 40 s Doucet (Hegen) — 26 min 25 s Draisaitl (Stefan) — 45 min 26 s Hecht — 54 min 33 s | 1-0 2-0 3-0 3-1 4-1 5-1 | Green (Kariya, Ferraro) — 35 min 2 s | Arbitrage : Rejthar (Tchéquie) Poliakov (Russie) Rautavuori (Finlande) |
|                  | |                         |                                      | Arbitrage : Rejthar (Tchéquie) Poliakov (Russie) Rautavuori (Finlande) |
|                  | |                         |                                      | Arbitrage : Rejthar (Tchéquie) Poliakov (Russie) Rautavuori (Finlande) |
|                  | |                         |                                      | Arbitrage : Rejthar (Tchéquie) Poliakov (Russie) Rautavuori (Finlande) |

| 25 avril | Autriche | 2-1 (1-1, 1-0, 0-0) | Slovaquie | Wiener Stadthalle 6 500 spectateurs |

| Feuille de match | Feuille de match       | Feuille de match | Feuille de match                                          | Feuille de match                                                           |
| ---------------- | ---------------------- | ---------------- | --------------------------------------------------------- | -------------------------------------------------------------------------- |
|                  | Plavucha — 14 min 20 s | 0-1 1-1 1-2      | Mühr (Pusnik) — 9 min 15 s Linder (Nasheim) — 36 min 27 s | Arbitrage : Vaisfeld (Russie) Thierry Calamoneri (France) Durante (Italie) |
|                  |                        |                  |                                                           | Arbitrage : Vaisfeld (Russie) Thierry Calamoneri (France) Durante (Italie) |
|                  |                        |                  |                                                           | Arbitrage : Vaisfeld (Russie) Thierry Calamoneri (France) Durante (Italie) |
|                  |                        |                  |                                                           | Arbitrage : Vaisfeld (Russie) Thierry Calamoneri (France) Durante (Italie) |

| 25 avril | États-Unis | 1-3 (1-1, 0-1, 0-1) | Russie | Wiener Stadthalle 3 300 spectateurs |

| Feuille de match | Feuille de match | Feuille de match | Feuille de match | Feuille de match                                                  |
| ---------------- | --- | ---------------- | ---------------- | ----------------------------------------------------------------- |
|                  | Rolston — 5 min 16 s Prokopiev — 6 min 15 s Nikolichine (Kvartalnov) — 31 min 52 s Oksiouta (Nikolichine) — 59 min 13 s | 1-0 1-1 1-2 1-3  |                  | Arbitrage : Andersson (Suède) Andersen (Norvège) Rönnmark (Suède) |
|                  | |                  |                  | Arbitrage : Andersson (Suède) Andersen (Norvège) Rönnmark (Suède) |
|                  | |                  |                  | Arbitrage : Andersson (Suède) Andersen (Norvège) Rönnmark (Suède) |
|                  | |                  |                  | Arbitrage : Andersson (Suède) Andersen (Norvège) Rönnmark (Suède) |

| 26 avril | Autriche | 0-3 (0-0, 0-0, 0-3) | Allemagne | Wiener Stadthalle 9 300 spectateurs |

| Feuille de match | Feuille de match | Feuille de match | Feuille de match                                                            | Feuille de match                                                        |
| ---------------- | ---------------- | ---------------- | --------------------------------------------------------------------------- | ----------------------------------------------------------------------- |
|                  |                  | 0-1 0-2 0-3      | Heidt — 40 min 19 s Draisaitl (Rumrich) — 40 min 38 s Kienass — 47 min 55 s | Arbitrage : Meier (Canada) Thierry Calamoneri (France) Durante (Italie) |
|                  |                  |                  |                                                                             | Arbitrage : Meier (Canada) Thierry Calamoneri (France) Durante (Italie) |
|                  |                  |                  |                                                                             | Arbitrage : Meier (Canada) Thierry Calamoneri (France) Durante (Italie) |
|                  |                  |                  |                                                                             | Arbitrage : Meier (Canada) Thierry Calamoneri (France) Durante (Italie) |

| 26 avril | Russie | 6-4 (2-2, 1-1, 3-1) | Canada | Wiener Stadthalle 9 300 spectateurs |

| Feuille de match | Feuille de match | Feuille de match                        | Feuille de match | Feuille de match                                                 |
| ---------------- | --- | --------------------------------------- | --- | ---------------------------------------------------------------- |
|                  | Jitnik (Mironov) — 12 min 40 s Prokopiev — 16 min 10 s Karpov (Iachine) — 34 min 29 s Mironov (Perreault) — 43 min 12 s Karpov (Iachine, Iachine) — 57 min 28 s Iachine — 59 min 55 s | 0-1 1-1 2-1 2-2 3-2 3-3 4-3 4-4 5-4 6-4 | Kariya (Friesen) — 3 min 39 s Perreault (Ferraro, Wesley) — 19 min 52 s Perreault (Thomas) — 35 min 37 s Perreault (Karpov) — 48 min 16 s | Arbitrage : Lepaus (Finlande) Andersen (Norvège) Rönmark (Suède) |
|                  | |                                         | | Arbitrage : Lepaus (Finlande) Andersen (Norvège) Rönmark (Suède) |
|                  | |                                         | | Arbitrage : Lepaus (Finlande) Andersen (Norvège) Rönmark (Suède) |
|                  | |                                         | | Arbitrage : Lepaus (Finlande) Andersen (Norvège) Rönmark (Suède) |

| 27 avril | États-Unis | 4-3 (2-1, 2-0, 0-2) | Slovaquie | Wiener Stadthalle 6 900 spectateurs |

| Feuille de match | Feuille de match | Feuille de match            | Feuille de match                                                     | Feuille de match                                                      |
| ---------------- | --- | --------------------------- | -------------------------------------------------------------------- | --------------------------------------------------------------------- |
|                  | Johnson (McInnis) — 1 min 9 s Stevens (Rolston) — 7 min 16 s Stevens (Tancill) — 25 min 51 s Sacco (Plante) — 39 min 24 s | 1-0 1-1 2-1 3-1 4-1 4-2 4-3 | Cíger — 2 min 3 s Medřík (Cíger) — 53 min 43 s Demitra — 54 min 24 s | Arbitrage : Lepaus (Finlande) Poliakov (Russie) Rautavuori (Finlande) |
|                  | |                             |                                                                      | Arbitrage : Lepaus (Finlande) Poliakov (Russie) Rautavuori (Finlande) |
|                  | |                             |                                                                      | Arbitrage : Lepaus (Finlande) Poliakov (Russie) Rautavuori (Finlande) |
|                  | |                             |                                                                      | Arbitrage : Lepaus (Finlande) Poliakov (Russie) Rautavuori (Finlande) |

| 28 avril | Autriche | 0-6 (0-0, 0-4, 0-2) | Russie | Wiener Stadthalle 6 200 spectateurs |

| Feuille de match | Feuille de match | Feuille de match        | Feuille de match | Feuille de match                                                |
| ---------------- | ---------------- | ----------------------- | --- | --------------------------------------------------------------- |
|                  |                  | 0-1 0-2 0-3 0-4 0-5 0-6 | Potaïtchouk (Skopintsev) — 25 min 57 s Nikolichine (Potaïtchouk, Ierofeïev) — 32 min 11 s Berezine (Karamnov) — 39 min 38 s Berezine (Bryline) — 39 min 47 s Ierofeïev (Potaïtchouk, Nikolichine) — 47 min 19 s Bryline (Kasparaitis, Kvartalnov) — 58 min 53 s | Arbitrage : Hansen (Norvège) Halas (Tchéquie) Lauff (Slovaquie) |
|                  |                  |                         | | Arbitrage : Hansen (Norvège) Halas (Tchéquie) Lauff (Slovaquie) |
|                  |                  |                         | | Arbitrage : Hansen (Norvège) Halas (Tchéquie) Lauff (Slovaquie) |
|                  |                  |                         | | Arbitrage : Hansen (Norvège) Halas (Tchéquie) Lauff (Slovaquie) |

| 28 avril | Canada | 5-1 (0-0, 3-1, 2-0) | États-Unis | Wiener Stadthalle 5 200 spectateurs |

| Feuille de match | Feuille de match | Feuille de match        | Feuille de match                         | Feuille de match                                                     |
| ---------------- | --- | ----------------------- | ---------------------------------------- | -------------------------------------------------------------------- |
|                  | Kariya (Green, Duchesne) — 26 min 41 s Friesen (McAmmond) — 37 min 38 s Perreault (Thomas) — 38 min 32 s Kariya (Green, Ferraro) — 47 min 37 s Kariya (Green) — 56 min 39 s | 1-0 1-1 2-1 3-1 4-1 5-1 | Stevens (Rolston, Crowley) — 32 min 41 s | Arbitrage : Müller (Allemagne) Rönnmark (Suède) Rautavuori(Finlande) |
|                  | |                         |                                          | Arbitrage : Müller (Allemagne) Rönnmark (Suède) Rautavuori(Finlande) |
|                  | |                         |                                          | Arbitrage : Müller (Allemagne) Rönnmark (Suède) Rautavuori(Finlande) |
|                  | |                         |                                          | Arbitrage : Müller (Allemagne) Rönnmark (Suède) Rautavuori(Finlande) |

| 29 avril | Slovaquie | 4-1 (0-0, 3-0, 1-1) | Allemagne | Wiener Stadthalle 6 300 spectateurs |

| Feuille de match | Feuille de match | Feuille de match    | Feuille de match                | Feuille de match                                                                      |
| ---------------- | --- | ------------------- | ------------------------------- | ------------------------------------------------------------------------------------- |
|                  | Pálffy (Demitra, Višňovský) — 26 min 38 s (SN) Sekeráš — 32 min 47 s Plavucha (Jasečko) — 37 min 35 s Medřík (Haščák, Kolník) — 54 min (2 SN) | 1-0 2-0 3-0 4-0 4-1 | Hegen (Schneider) — 57 min 55 s | Arbitrage : Mile Schmitt (États-Unis) Alf Andersen (Norvège) Geo Baumgartner (Suisse) |
|                  | |                     |                                 | Arbitrage : Mile Schmitt (États-Unis) Alf Andersen (Norvège) Geo Baumgartner (Suisse) |
| 14 min           | Pénalités | 12 min              |                                 | Arbitrage : Mile Schmitt (États-Unis) Alf Andersen (Norvège) Geo Baumgartner (Suisse) |
| 40               | Tirs | 19                  |                                 | Arbitrage : Mile Schmitt (États-Unis) Alf Andersen (Norvège) Geo Baumgartner (Suisse) |

| Clt   | Équipe     | PJ | V | D | N | BP | BC | Pts |
| ----- | ---------- | -- | - | - | - | -- | -- | --- |
| +001, | Russie     | 5  | 5 | 0 | 0 | 23 | 8  | 10  |
| +002, | États-Unis | 5  | 3 | 2 | 0 | 15 | 14 | 6   |
| +003, | Canada     | 5  | 2 | 2 | 1 | 17 | 15 | 5   |
| +004, | Allemagne  | 5  | 2 | 3 | 0 | 12 | 11 | 4   |
| +005, | Slovaquie  | 5  | 1 | 3 | 1 | 13 | 16 | 3   |
| +006, | Autriche   | 5  | 1 | 4 | 0 | 3  | 19 | 2   |

- Équipe qualifiée pour la suite de la compétition
- Équipe devant jouer les barrages pour se maintenir dans le groupe A

#### Groupe B
| 21 avril | Tchéquie | 3-1 (0-0, 0-0, 3-1) | Suède | Albert Schultz Eishalle 5 000 spectateurs |

| Feuille de match | Feuille de match                                                                                             | Feuille de match | Feuille de match             | Feuille de match                                           |
| ---------------- | --- | ---------------- | ---------------------------- | ---------------------------------------------------------- |
|                  | Reichel (Stavjaňa, Lang) — 48 min 29 s Procházka (Veber, Vejvoda) — 53 min 54 s Ujčík (Kučera) — 57 min 43 s | 1-0 1-1 2-1 3-1  | Sjödin (Eklund) — 48 min 1 s | Arbitrage : Schmitt – Kotyra (États-Unis) Alexiou (Canada) |
| Roman Turek      | Gardiens | Boo Ahl          |                              | Arbitrage : Schmitt – Kotyra (États-Unis) Alexiou (Canada) |
|                  | |                  |                              | Arbitrage : Schmitt – Kotyra (États-Unis) Alexiou (Canada) |
|                  | |                  |                              | Arbitrage : Schmitt – Kotyra (États-Unis) Alexiou (Canada) |

| 21 avril | Finlande | 1-1 (0-0, 1-0, 0-1) | Norvège | Albert Schultz Eishalle 1 500 spectateurs |

| Feuille de match | Feuille de match                | Feuille de match | Feuille de match   | Feuille de match |
| ---------------- | ------------------------------- | ---------------- | ------------------ | ---------------- |
|                  | Niinimaa (Ylönen) — 41 min 32 s | 0-1 1-1          | Dahlstrøm — 28 min |                  |
|                  |                                 |                  |                    |                  |
|                  |                                 |                  |                    |                  |
|                  |                                 |                  |                    |                  |

| 22 avril | France | 5-6 (1-2, 1-2, 3-2) | Italie | Albert Schultz Eishalle 1 300 spectateurs |

| Feuille de match                                   | Feuille de match | Feuille de match                            | Feuille de match | Feuille de match                                                                           |
| -------------------------------------------------- | --- | ------------------------------------------- | --- | ------------------------------------------------------------------------------------------ |
|                                                    | Woodburn — 5 min 48 s F. Rozenthal (M. Rozenthal) — 26 min 6 s (SN) Pouget (Ouellet) — 43 min 43 s (SN) F. Rozenthal — 44 min 3 s (SN) Briand (Breistroff) — 46 min 3 s | 1-0 1-1 1-2 2-2 2-3 2-4 3-4 4-4 5-4 5-5 5-6 | Zarrillo (Nardella) — 9 min 33 s (SN) Nardella (Mansi) — 15 min 22 s (SN) Nardella (Zarrillo) — 32 min 49 s (SN) Figliuzzi (Comploi, Mansi) — 38 min 25 s Chitarroni (Pavlu) — 47 min 34 s Bartolone — 58 min 38 s (SN) | Arbitrage : Mike Schmitt (États-Unis) Aleksandr Poliakov (Russie) Werner Pammer (Autriche) |
| Petri Ylönen (0 h 40 Michel Vallière (19 min 37 s) | Gardiens | Mike Rosati                                 | | Arbitrage : Mike Schmitt (États-Unis) Aleksandr Poliakov (Russie) Werner Pammer (Autriche) |
| 22 min                                             | Pénalités | 10 min                                      | | Arbitrage : Mike Schmitt (États-Unis) Aleksandr Poliakov (Russie) Werner Pammer (Autriche) |
| 24                                                 | Tirs | 22                                          | | Arbitrage : Mike Schmitt (États-Unis) Aleksandr Poliakov (Russie) Werner Pammer (Autriche) |

| 23 avril | Italie | 4-0 (0-0, 3-0, 1-0) | Norvège | Albert Schultz Eishalle 400 spectateurs |

| Feuille de match | Feuille de match | Feuille de match | Feuille de match | Feuille de match |
| ---------------- | --- | ---------------- | ---------------- | ---------------- |
|                  | Orlando (Topatigh) — 24 min 39 s Zarrillo (Orlando) — 26 min 39 s Topatigh (Zarrillo, Nardella) — 39 min 12 s Zarrillo (Orlando, Topatigh) — 55 min 1 s | 1-0 2-0 3-0 4-0  |                  |                  |
|                  | |                  |                  |                  |
|                  | |                  |                  |                  |
|                  | |                  |                  |                  |

| 23 avril | Tchéquie | 4-2 (1-0, 2-1, 1-1) | Finlande | Albert Schultz Eishalle 4 000 spectateurs |

| Feuille de match | Feuille de match | Feuille de match        | Feuille de match                                                                   | Feuille de match |
| ---------------- | --- | ----------------------- | ---------------------------------------------------------------------------------- | ---------------- |
|                  | Lang (Reichel, Bělohlav) — 8 min 36 s Kaberle (Vejvoda, Patera) — 33 min 54 s Ujčík (Meluzín, Neckář) — 38 min 22 s Kučera (Turek) — 59 min 47 s | 1-0 1-1 2-1 3-1 3-2 4-2 | Riihijärvi (Virta, Nurminen) — 23 min 59 s Selänne (Nieminen, Myllys) — 54 min 6 s |                  |
| Roman Turek      | Gardiens | Jarmo Myllys            |                                                                                    |                  |
|                  | |                         |                                                                                    |                  |
|                  | |                         |                                                                                    |                  |

| 24 avril | Suède | 2-1 (1-1, 1-0, 0-0) | France | Albert Schultz Eishalle 1 100 spectateurs |

| Feuille de match | Feuille de match                                       | Feuille de match | Feuille de match    | Feuille de match |
| ---------------- | ------------------------------------------------------ | ---------------- | ------------------- | ---------------- |
|                  | Modin (Larsson) — 11 min 41 s Gustafsson — 28 min 10 s | 1-0 1-1 2-1      | Bozon — 19 min 52 s |                  |
|                  |                                                        |                  |                     |                  |
|                  |                                                        |                  |                     |                  |
|                  |                                                        |                  |                     |                  |

| 24 avril | Tchéquie | 2-2 (1-1, 0-1, 1-0) | Norvège | Albert Schultz Eishalle 600 spectateurs |

| Feuille de match | Feuille de match                                   | Feuille de match | Feuille de match                                           | Feuille de match |
| ---------------- | -------------------------------------------------- | ---------------- | ---------------------------------------------------------- | ---------------- |
|                  | Kadlec — 13 min 18 s Stavjaňa (Bonk) — 48 min 17 s | 1-0 1-1 1-2 2-2  | Knutsen — 19 min 17 s Knutsen (Olsen, Tveten) — 27 min 3 s |                  |
|                  |                                                    |                  |                                                            |                  |
|                  |                                                    |                  |                                                            |                  |
|                  |                                                    |                  |                                                            |                  |

| 25 avril | France | 3-6 (0-0, 1-5, 2-1) | Finlande | Albert Schultz Eishalle 2 500 spectateurs |

| Feuille de match | Feuille de match                                                                            | Feuille de match                    | Feuille de match | Feuille de match                                                                       |
| ---------------- | ------------------------------------------------------------------------------------------- | ----------------------------------- | --- | -------------------------------------------------------------------------------------- |
|                  | Bozon (Ouellet) — 33 min 55 s Pouget (Bozon) — 46 min 35 s (SN) Dubé (Pousse) — 59 min 15 s | 0-1 0-2 1-2 1-3 1-4 1-5 2-5 2-6 3-6 | Nurminen (Keskinen) — 27 min 57 s Peltonen (Helminen, Virta) — 28 min 45 s Kapanen — 34 min 20 s Selänne (Jutila, Ruuttu) — 36 min 6 s (2 SN) Nurminen — 38 min 22 s (2 SN) Peltonen (Nurminen, Nieminen) — 57 min 45 s | Arbitrage : Gerhard Müller (Allemagne) Fotis Alexiou (Canada) Tim Kotyra (États-Unis). |
| Michel Vallière  | Gardiens                                                                                    | Ari Sulander                        | | Arbitrage : Gerhard Müller (Allemagne) Fotis Alexiou (Canada) Tim Kotyra (États-Unis). |
| 28 min           | Pénalités                                                                                   | 16 min                              | | Arbitrage : Gerhard Müller (Allemagne) Fotis Alexiou (Canada) Tim Kotyra (États-Unis). |
| 10               | Tirs                                                                                        | 48                                  | | Arbitrage : Gerhard Müller (Allemagne) Fotis Alexiou (Canada) Tim Kotyra (États-Unis). |

| 25 avril | Suède | 3-3 (1-1, 1-1, 1-1) | Italie | Albert Schultz Eishalle 870 spectateurs |

| Feuille de match | Feuille de match                                                                       | Feuille de match        | Feuille de match                                                                         | Feuille de match |
| ---------------- | -------------------------------------------------------------------------------------- | ----------------------- | ---------------------------------------------------------------------------------------- | ---------------- |
|                  | Bergkvist — 2 min 36 s Bergkvist (Eklund, Sjödin) — 39 min 7 s Bergkvist — 40 min 22 s | 1-0 1-1 1-2 2-2 3-2 3-3 | Figliuzzi (Bartolone, Mansi) — 12 min 12 s Zarrillo — 37 min 27 s Topatigh — 53 min 16 s |                  |
|                  |                                                                                        |                         |                                                                                          |                  |
|                  |                                                                                        |                         |                                                                                          |                  |
|                  |                                                                                        |                         |                                                                                          |                  |

| 26 avril | Italie | 2-9 (0-3, 0-1, 2-5) | Finlande | Albert Schultz Eishalle 2 100 spectateurs |

| Feuille de match | Feuille de match                                                         | Feuille de match                            | Feuille de match | Feuille de match |
| ---------------- | ------------------------------------------------------------------------ | ------------------------------------------- | --- | ---------------- |
|                  | Chitarroni (Pavlu) — 49 min 53 s Pavlu (Zarrillo, Orlando) — 58 min 57 s | 0-1 0-2 0-3 0-4 0-5 0-6 1-6 1-7 1-8 1-9 2-9 | Kapanen — 2 min 37 s Selänne (Peltonen, Timonen) — 3 min 24 s Nieminen (Kapanen) — 11 min 5 s Keskinen (Helminen, Virta) — 23 min 40 s Selänne (Kapanen, Helminen) — 42 min 34 s Peltonen (Virta, Selänne) — 44 min 29 s Nurminen (Keskinen) — 52 min 30 s Ojanen (Ylönen, Ruuttu) — 54 min 27 s Selänne (Helminen) — 57 min 51 s |                  |
|                  |                                                                          |                                             | |                  |
|                  |                                                                          |                                             | |                  |
|                  |                                                                          |                                             | |                  |

| 27 avril | Tchéquie | 9-2 (2-1, 6-0, 1-1) | France | Albert Schultz Eishalle 2 000 spectateurs |

| Feuille de match | Feuille de match | Feuille de match                                        | Feuille de match                                                                          | Feuille de match                                                                               |
| ---------------- | --- | ------------------------------------------------------- | ----------------------------------------------------------------------------------------- | ---------------------------------------------------------------------------------------------- |
|                  | Kaberle (Patera, Procházka) — 10 min 43 s (SN) Kučera (Ujčík, Turek) — 16 min 53 s Lang — 21 min 8 s Patera (Vejvoda, Kadlec) — 21 min 30 s Dopita (Výborný) — 22 min 57 s Vejvoda — 29 min 58 s Kysela (Reichel, Sýkora) — 30 min 59 s Vejvoda (Kaberle, Patera) — 38 min 38 s (SN) Patera (Procházka, Neckář) — 57 min 45 s (SN) | 1-0 1-1 2-1 3-1 4-1 5-1 6-1 7-1 8-1 9-1 9-2             | Dubé (Zytynsky, F. Rozenthal) — 13 min 43 s (SN) F. Rozenthal (M. Rozenthal) — 59 min 2 s | Arbitrage : Leonid Vaisfeld (Russie) Geo Baumgartner (Suisse) Grzegorz Dzięciołowski (Pologne) |
| Roman Turek      | Gardiens | Michel Vallière (22 min 57 s) Petri Ylönen (37 min 3 s) |                                                                                           | Arbitrage : Leonid Vaisfeld (Russie) Geo Baumgartner (Suisse) Grzegorz Dzięciołowski (Pologne) |
| 10 min           | Pénalités | 16 min                                                  |                                                                                           | Arbitrage : Leonid Vaisfeld (Russie) Geo Baumgartner (Suisse) Grzegorz Dzięciołowski (Pologne) |
| 44               | Tirs | 20                                                      |                                                                                           | Arbitrage : Leonid Vaisfeld (Russie) Geo Baumgartner (Suisse) Grzegorz Dzięciołowski (Pologne) |

| 27 avril | Suède | 3-0 (1-0, 1-0, 1-0) | Norvège | Albert Schultz Eishalle 3 000 spectateurs |

| Feuille de match | Feuille de match                                                                                             | Feuille de match | Feuille de match | Feuille de match |
| ---------------- | --- | ---------------- | ---------------- | ---------------- |
|                  | Larsson (Modin) — 11 min 4 s Johansson (Nylander, Forslund) — 35 min 24 s Nylander (Johansson) — 59 min 25 s | 1-0 2-0 3-0      |                  |                  |
|                  | |                  |                  |                  |
|                  | |                  |                  |                  |
|                  | |                  |                  |                  |

| 28 avril | Tchéquie | 9-5 (2-1, 3-2, 4-2) | Italie | Albert Schultz Eishalle 1 800 spectateurs |

| Feuille de match | Feuille de match | Feuille de match                                        | Feuille de match | Feuille de match |
| ---------------- | --- | ------------------------------------------------------- | --- | ---------------- |
|                  | Reichel (Lang, Stavjaňa) — 7 min 54 s Meluzín (Kučera, Ujčík) — 12 min 37 s Lang (Reichel) — 26 min 31 s Kysela (Lang) — 29 min 35 s Kučera (Meluzín, Bonk) — 38 min 40 s Bělohlav (Výborný) — 40 min 47 s Bonk — 42 min 4 s Výborný (Dopita, Bělohlav) — 43 min 23 s Reichel (Kaberle) — 58 min 20 s | 1-0 2-0 2-1 2-2 3-2 4-2 4-3 5-3 6-3 7-3 8-3 8-4 8-5 9-5 | Topatigh (Zarrillo, Orlando) — 12 min 51 s Bartolone (Orlando, Topatigh) — 25 min 26 s Bartolone (Chitarroni) — 36 min 21 s Chitarroni (Bartolone, Pavlu) — 45 min 18 s Ramoser (Bartolone, Figliuzzi) — 55 min 19 s |                  |
| Roman Turek      | Gardiens | Michael Rosati (41 min) David Delfino (19 min)          | |                  |
|                  | |                                                         | |                  |
|                  | |                                                         | |                  |

| 28 avril | Finlande | 5-5 (1-2, 3-2, 1-1) | Suède | Albert Schultz Eishalle 4 000 spectateurs |

| Feuille de match | Feuille de match | Feuille de match                        | Feuille de match | Feuille de match |
| ---------------- | --- | --------------------------------------- | --- | ---------------- |
|                  | Ojanen (Virta) — 7 min 17 s Nieminen — 21 min 8 s Nieminen (Selänne, Peltonen) — 24 min 6 s Nurminen (Keskinen) — 28 min 21 s Riihijärvi (Helminen, Virta) — 55 min 20 s | 0-1 1-1 1-2 2-2 3-2 4-2 4-3 4-4 4-5 5-5 | H. Jonsson (Eklund) — 30 s Andersson (Alfredsson, Nylander) — 13 min 34 s Gustafsson (Dackell) — 33 min 33 s Nylander (Alfredsson, Gustafsson) — 36 min 53 s Holmström (Gustafsson, Huusko) — 53 min 56 s |                  |
|                  | |                                         | |                  |
|                  | |                                         | |                  |
|                  | |                                         | |                  |

| 29 avril | Norvège | 3-1 (2-1, 0-0, 1-0) | France | Albert Schultz Eishalle 600 spectateurs |

| Feuille de match | Feuille de match                                                                   | Feuille de match | Feuille de match                      | Feuille de match                                                                                       |
| ---------------- | ---------------------------------------------------------------------------------- | ---------------- | ------------------------------------- | --- |
|                  | Tveten — 5 min 46 s Magnussen — 18 min 42 s (SN) Knutsen (Hoff) — 59 min 59 s (SN) | 0-1 1-1 2-1 3-1  | Poudrier (Pousse, Ville) — 4 min 27 s | Arbitrage : František Rejthar (Tchéquie) Grzegorz Dzięciołowski (Pologne) Aleksandr Poliakov (Russie). |
| Robert Schistad  | Gardiens                                                                           | Michel Vallière  |                                       | Arbitrage : František Rejthar (Tchéquie) Grzegorz Dzięciołowski (Pologne) Aleksandr Poliakov (Russie). |
| 14 min           | Pénalités                                                                          | 47 min           |                                       | Arbitrage : František Rejthar (Tchéquie) Grzegorz Dzięciołowski (Pologne) Aleksandr Poliakov (Russie). |
| 34               | Tirs                                                                               | 19               |                                       | Arbitrage : František Rejthar (Tchéquie) Grzegorz Dzięciołowski (Pologne) Aleksandr Poliakov (Russie). |

| Clt   | Équipe   | PJ | V | D | N | BP | BC | Pts |
| ----- | -------- | -- | - | - | - | -- | -- | --- |
| +001, | Tchéquie | 5  | 4 | 0 | 1 | 27 | 12 | 9   |
| +002, | Finlande | 5  | 2 | 1 | 2 | 23 | 15 | 6   |
| +003, | Suède    | 5  | 2 | 1 | 2 | 14 | 12 | 6   |
| +004, | Italie   | 5  | 2 | 2 | 1 | 20 | 26 | 5   |
| +005, | Norvège  | 5  | 1 | 2 | 2 | 6  | 11 | 4   |
| +006, | France   | 5  | 0 | 5 | 0 | 12 | 26 | 0   |

- Équipe qualifiée pour la suite de la compétition
- Équipe devant jouer les barrages pour se maintenir dans le groupe A

### Barrage pour le maintien
Les équipes finissant à la dernière place de leur poule joue une série de deux rencontres pour déterminer laquelle des deux équipes est relégué dans le mondial B pour l'édition suivante. La série se joue entre l'Autriche d'un côté et la France de l'autre. L'Autriche joue pour la deuxième saison consécutive les barrages. Elle a réussi à sauver sa place lors de l'édition précédente contre la Suisse. Lors de la première phase, les Autrichiens ont récolté une victoire contre la Slovaquie alors que l'autre équipe participant à la série, la France a perdu toutes ses rencontres. Malgré tout ce sont les Français qui s'imposent lors des deux rencontres, à chaque fois sur le score de 6 buts à 3.
| 1er mai | France | 6-3 (1-0, 3-3, 2-0) | Autriche | Albert Schultz Eishalle 2 500 spectateurs |

| Feuille de match | Feuille de match | Feuille de match                    | Feuille de match                                                                                     | Feuille de match |
| ---------------- | --- | ----------------------------------- | --- | ---------------- |
|                  | Dubé (Perez, Ouellet) — 6 min 34 s Pousse (Pouget) — 20 min 26 s Pouget (Pousse) — 25 min 42 s Dubé — 29 min 11 s Bozon (Briand) — 59 min 36 s Briand (Zytynsky) — 59 min 46 s | 1-0 1-1 2-1 3-1 4-1 4-2 4-3 5-3 6-3 | Kalt (Hohenberger) — 20 min 38 s Ressmann (Kalt) — 35 min 5 s Lanzinger (Mühr, Pusnik) — 37 min 33 s |                  |
|                  | |                                     | |                  |
|                  | |                                     | |                  |
|                  | |                                     | |                  |

| 2 mai | Autriche | 3-6 (2-2, 0-3, 1-1) | France | Wiener Stadthalle 4 400 spectateurs |

| Feuille de match                                    | Feuille de match                                                                                             | Feuille de match                    | Feuille de match | Feuille de match                                                                                 |
| --------------------------------------------------- | --- | ----------------------------------- | --- | ------------------------------------------------------------------------------------------------ |
|                                                     | Schaden (Pusnik) — 8 min 18 s (SN) Mühr (Hohenberger) — 9 min 53 s Marczell (Ressmann, Linder) — 46 min 55 s | 1-0 2-0 2-1 2-2 2-3 2-4 2-5 3-5 3-6 | Dubé (Briand) — 15 min 53 s (SN) Bozon — 16 min 31 s Djelloul (Bozon) — 30 min 49 s F. Rozenthal (Richer) — 32 min 52 s Dunn — 38 min 6 s Pouget — 50 min 33 s (IN) | Arbitrage : Anton Danko (Slovaquie) Grzegorz Dzięciołowski (Pologne) Aleksandr Poliakov (Russie) |
| Michael Puschacher (40 min) Reinhard Divis (20 min) | Gardiens | Michel Vallière                     | | Arbitrage : Anton Danko (Slovaquie) Grzegorz Dzięciołowski (Pologne) Aleksandr Poliakov (Russie) |
| 6 min                                               | Pénalités | 10 min                              | | Arbitrage : Anton Danko (Slovaquie) Grzegorz Dzięciołowski (Pologne) Aleksandr Poliakov (Russie) |
| 31                                                  | Tirs | 28                                  | | Arbitrage : Anton Danko (Slovaquie) Grzegorz Dzięciołowski (Pologne) Aleksandr Poliakov (Russie) |

### Phase finale
|  | Quarts de finale | Quarts de finale |            |            | Demi-finales           | Demi-finales           |   |  | Finale | Finale |
|  | Quarts de finale | Quarts de finale |            |            | Demi-finales           | Demi-finales           |   |  | Finale | Finale |
|  |                  |                  |            |            |                        |                        |   |  |        |        |
|  | 30 avril         | 30 avril         |            |            | 3 mai                  | 3 mai                  |   |  | 5 mai  | 5 mai  |
|  | 30 avril         | 30 avril         |            |            | 3 mai                  | 3 mai                  |   |  | 5 mai  | 5 mai  |
|  | États-Unis       | 3                |            |            | 3 mai                  | 3 mai                  |   |  | 5 mai  | 5 mai  |
|  | États-Unis       | 3                |            |            | 3 mai                  | 3 mai                  |   |  | 5 mai  | 5 mai  |
|  | Suède            | 2                |            |            | 3 mai                  | 3 mai                  |   |  | 5 mai  | 5 mai  |
|  | Suède            | 2                | États-Unis | 0          |                        |                        |   |  | 5 mai  | 5 mai  |
|  | 1er mai          |                  | États-Unis | 0          |                        |                        |   |  | 5 mai  | 5 mai  |
|  |                  | Tchéquie         | 5          |            |                        |                        |   |  | 5 mai  | 5 mai  |
|  | Tchéquie         | Tchéquie         | 5          | 6          |                        |                        |   |  | 5 mai  | 5 mai  |
|  | Tchéquie         |                  |            | 6          |                        |                        |   |  | 5 mai  | 5 mai  |
|  | Allemagne        | 1                |            |            |                        |                        |   |  | 5 mai  | 5 mai  |
|  | Allemagne        | 1                | Tchéquie   | 4          |                        |                        |   |  |        |        |
|  | 30 avril         |                  | Tchéquie   | 4          |                        |                        |   |  |        |        |
|  |                  | Canada           | 2          |            |                        |                        |   |  |        |        |
|  | Finlande         | Canada           | 2          | 1          |                        |                        |   |  |        |        |
|  | Finlande         | 3 mai            |            | 1          |                        |                        |   |  |        |        |
|  | Canada           | 3                |            |            |                        |                        |   |  |        |        |
|  | Canada           | 3                | Canada     | 3          |                        |                        |   |  |        |        |
|  | 1er mai          | 1er mai          | Canada     | 3          | Match pour la 3e place | Match pour la 3e place |   |  |        |        |
|  | 1er mai          | 1er mai          |            | Russie     | Match pour la 3e place | Match pour la 3e place | 2 |  |        |        |
|  | Russie           | 5                | 4 mai      | 4 mai      |                        |                        | 2 |  |        |        |
|  | Russie           | 5                | 4 mai      | 4 mai      |                        |                        |   |  |        |        |
|  | Italie           | 2                |            | États-Unis | 4                      |                        |   |  |        |        |
|  | Italie           | 2                |            | États-Unis | 4                      |                        |   |  |        |        |
|  |                  |                  |            |            |                        |                        |   |  | Russie | 3      |
|  |                  |                  |            |            |                        |                        |   |  | Russie | 3      |

#### Quarts de finale
| 30 avril | États-Unis | 3-2 (1-0, 2-2, 0-0) | Suède | Wiener Stadthalle 4 600 spectateurs |

| Feuille de match | Feuille de match                                                         | Feuille de match    | Feuille de match                                                                   | Feuille de match |
| ---------------- | ------------------------------------------------------------------------ | ------------------- | ---------------------------------------------------------------------------------- | ---------------- |
|                  | Luongo (Johnson) — 8 min 58 s Plante — 21 min 26 s Tancill — 32 min 37 s | 1-0 2-0 2-1 3-1 3-2 | Bergkvist (K. Jönsson) — 22 min 49 s Alfredsson (Nylander, Andersson) — 39 min 8 s |                  |
|                  |                                                                          |                     |                                                                                    |                  |
|                  |                                                                          |                     |                                                                                    |                  |
|                  |                                                                          |                     |                                                                                    |                  |

| 30 avril | Finlande | 1-3 (1-1, 0-2, 0-0) | Canada | Wiener Stadthalle 6 200 spectateurs |

| Feuille de match | Feuille de match                  | Feuille de match | Feuille de match                                                                        | Feuille de match |
| ---------------- | --------------------------------- | ---------------- | --------------------------------------------------------------------------------------- | ---------------- |
|                  | Nieminen (Numminen) — 17 min 52 s | 0-1 1-1 1-2 1-3  | Green (Ferraro) — 17 min 40 s Cassels (Mayer) — 35 min 4 s Mayer (Kariya) — 37 min 13 s |                  |
|                  |                                   |                  |                                                                                         |                  |
|                  |                                   |                  |                                                                                         |                  |
|                  |                                   |                  |                                                                                         |                  |

| 1er mai | Tchéquie | 6-1 (2-0, 2-1, 1-1) | Allemagne | Wiener Stadthalle 6 200 spectateurs |

| Feuille de match | Feuille de match | Feuille de match            | Feuille de match                 | Feuille de match                                                                        |
| ---------------- | --- | --------------------------- | -------------------------------- | --------------------------------------------------------------------------------------- |
|                  | Výborný (Bělohlav) — 4 min 36 s Reichel (Kadlec, Vykoukal) — 13 min 43 s Dopita — 28 min 23 s Meluzín (Neckář) — 45 min 27 s Bonk — 47 min 25 s Neckář (Turek) — 59 min 59 s | 1-0 2-0 3-0 4-0 5-0 5-1 6-1 | Kühnhauser (Nowak) — 48 min 54 s | Arbitrage : Mike Schmitt (États-Unis) Janne Rautavuori (Finlande) Ulf Rönnmark (Suède). |
| Roman Turek      | Gardiens | Klaus Merk                  |                                  | Arbitrage : Mike Schmitt (États-Unis) Janne Rautavuori (Finlande) Ulf Rönnmark (Suède). |
| 6 min            | Pénalités | 10 min                      |                                  | Arbitrage : Mike Schmitt (États-Unis) Janne Rautavuori (Finlande) Ulf Rönnmark (Suède). |
| 40               | Tirs | 22                          |                                  | Arbitrage : Mike Schmitt (États-Unis) Janne Rautavuori (Finlande) Ulf Rönnmark (Suède). |

| 1er mai | Russie | 5-2 (2-0, 2-1, 1-1) | Italie | Wiener Stadthalle 4 000 spectateurs |

| Feuille de match | Feuille de match | Feuille de match            | Feuille de match                                          | Feuille de match |
| ---------------- | --- | --------------------------- | --------------------------------------------------------- | ---------------- |
|                  | Ierofeïev (Potajčuk) — 14 min 49 s Kvartalnov (Berezine) — 16 min 42 s Karpov (Kozlov, Iachine) — 35 min 26 s Iachine (Kozlov) — 39 min 9 s Oksiouta (Potajčuk) — 50 min 21 s | 1-0 2-0 2-1 3-1 4-1 4-2 5-2 | Orlando — 34 min 23 s Figliuzzi (Oberrauch) — 45 min 22 s |                  |
|                  | |                             |                                                           |                  |
|                  | |                             |                                                           |                  |
|                  | |                             |                                                           |                  |

#### Demi-finales
| 3 mai | États-Unis | 0-5 (0-3, 0-0, 0-2) | Tchéquie | Wiener Stadthalle 9 400 spectateurs |

| Feuille de match | Feuille de match | Feuille de match    | Feuille de match | Feuille de match |
| ---------------- | ---------------- | ------------------- | --- | ---------------- |
|                  |                  | 0-1 0-2 0-3 0-4 0-5 | Procházka — 2 min 5 s (IN) Kučera (Ujčík) — 2 min 32 s (IN) Vejvoda (Lang, Patera) — 13 min 34 s Vejvoda (Procházka, Kaberle) — 50 min 15 s Patera — 53 min 13 s |                  |
| Parris Duffus    | Gardiens         | Roman Turek         | |                  |
|                  |                  |                     | |                  |
|                  |                  |                     | |                  |

| 3 mai | Canada | 3-2 (TB) (0-2, 2-0, 0-0, 0-0, 1-0) | Russie | Wiener Stadthalle 9 500 spectateurs |

| Feuille de match | Feuille de match                                                                       | Feuille de match    | Feuille de match                                                                          | Feuille de match |
| ---------------- | -------------------------------------------------------------------------------------- | ------------------- | ----------------------------------------------------------------------------------------- | ---------------- |
|                  | Dawe (Thomas) — 21 min 40 s Duchesne (Perreault) — 31 min 36 s Perreault — 70 min (TB) | 0-1 0-2 1-2 2-2 3-2 | Kvartalnov (Berezine) — 4 min 29 s (SN) Bryline (Berezine, Kvartalnov) — 16 min 32 s (SN) |                  |
| Curtis Joseph    | Gardiens                                                                               | Andreï Trefilov     |                                                                                           |                  |
|                  |                                                                                        |                     |                                                                                           |                  |
|                  |                                                                                        |                     |                                                                                           |                  |

#### Médaille de bronze et finale
| 4 mai | États-Unis | 4-3 (pr) (2-0, 1-2, 0-1, 0-1) | Russie | Wiener Stadthalle 9 400 spectateurs |

| Feuille de match | Feuille de match | Feuille de match            | Feuille de match | Feuille de match |
| ---------------- | --- | --------------------------- | --- | ---------------- |
|                  | Rolston (Sacco, Stevens) — 37 min 49 s Tancill (Chorske) — 38 min 18 s Plante — 43 min 22 s Rolston (Sacco) — 64 min 48 s | 0-1 0-2 0-3 1-3 2-3 3-3 4-3 | Iachine (Berezine, Karamnov) — 2 min 58 s Kvartalnov (Vorobiov, Tverdovski) — 4 min 28 s Berezine (Mironov, Jitnik) — 29 min 49 s |                  |
|                  | |                             | |                  |
|                  | |                             | |                  |
|                  | |                             | |                  |

| 5 mai | Tchéquie | 4-2 (1-1, 1-1, 2-0) | Canada | Wiener Stadthalle 9 400 spectateurs |

| Feuille de match | Feuille de match | Feuille de match        | Feuille de match                                                      | Feuille de match |
| ---------------- | --- | ----------------------- | --------------------------------------------------------------------- | ---------------- |
|                  | Lang (Kadlec) — 7 min 49 s Lang (Reichel, Kysela) — 26 min 2 s Procházka (Patera) — 59 min 41 s Kučera — 59 min 54 s (CV) | 0-1 1-1 2-1 2-2 3-2 4-2 | Thomas (Perreault, Galley) — 5 min 29 s Thomas (Joseph) — 29 min 40 s |                  |
| Roman Turek      | Gardiens | Curtis Joseph           |                                                                       |                  |
|                  | |                         |                                                                       |                  |
|                  | |                         |                                                                       |                  |

### Bilan du mondial A
| Place                                               | Équipe     |
| --------------------------------------------------- | ---------- |
| Médaille en or avec le chiffre 1 inscrit dessus     | Tchéquie   |
| Médaille en argent avec le chiffre 2 inscrit dessus | Canada     |
| Médaille en bronze avec le chiffre 3 inscrit dessus | États-Unis |
| 4                                                   | Russie     |
| 5                                                   | Finlande   |
| 6                                                   | Suède      |
| 7                                                   | Italie     |
| 8                                                   | Allemagne  |
| 9                                                   | Slovaquie  |
| 10                                                  | Norvège    |
| 11                                                  | France     |
| 12                                                  | Autriche   |

La Tchéquie remporte pour la première fois de son histoire le championnat du monde avec l'effectif suivant, :
- Gardiens : Roman Turek, Roman Čechmánek et Petr Franěk ;
- Défenseurs : František Kaberle, Drahomír Kadlec, Stanislav Neckář, Antonín Stavjaňa, Michal Sýkora, Jiří Veber et Jiří Vykoukal ;
- Attaquants : Radek Bělohlav, Radek Bonk, Jiří Dopita, Jiří Kučera, Robert Kysela, Robert Lang, Roman Meluzín, Pavel Patera, Martin Procházka, Robert Reichel, Viktor Ujčík, Otakar Vejvoda et David Výborný.
- Entraîneurs : Luděk Bukač, Slavomír Lener et Zdeněk Uher

L'équipe des meilleurs joueurs de la compétition est déterminée à la fin du tournoi et comporte quatre tchèques au total : 
| Poste          | Équipe   | Joueur         |
| -------------- | -------- | -------------- |
| Gardien de but | Tchéquie | Roman Turek    |
| Arrière gauche | Tchéquie | Michal Sýkora  |
| Arrière droit  | Russie   | Alekseï Jitnik |
| Ailier gauche  | Tchéquie | Otakar Vejvoda |
| Centre         | Tchéquie | Robert Reichel |
| Ailier gauche  | Canada   | Paul Kariya    |

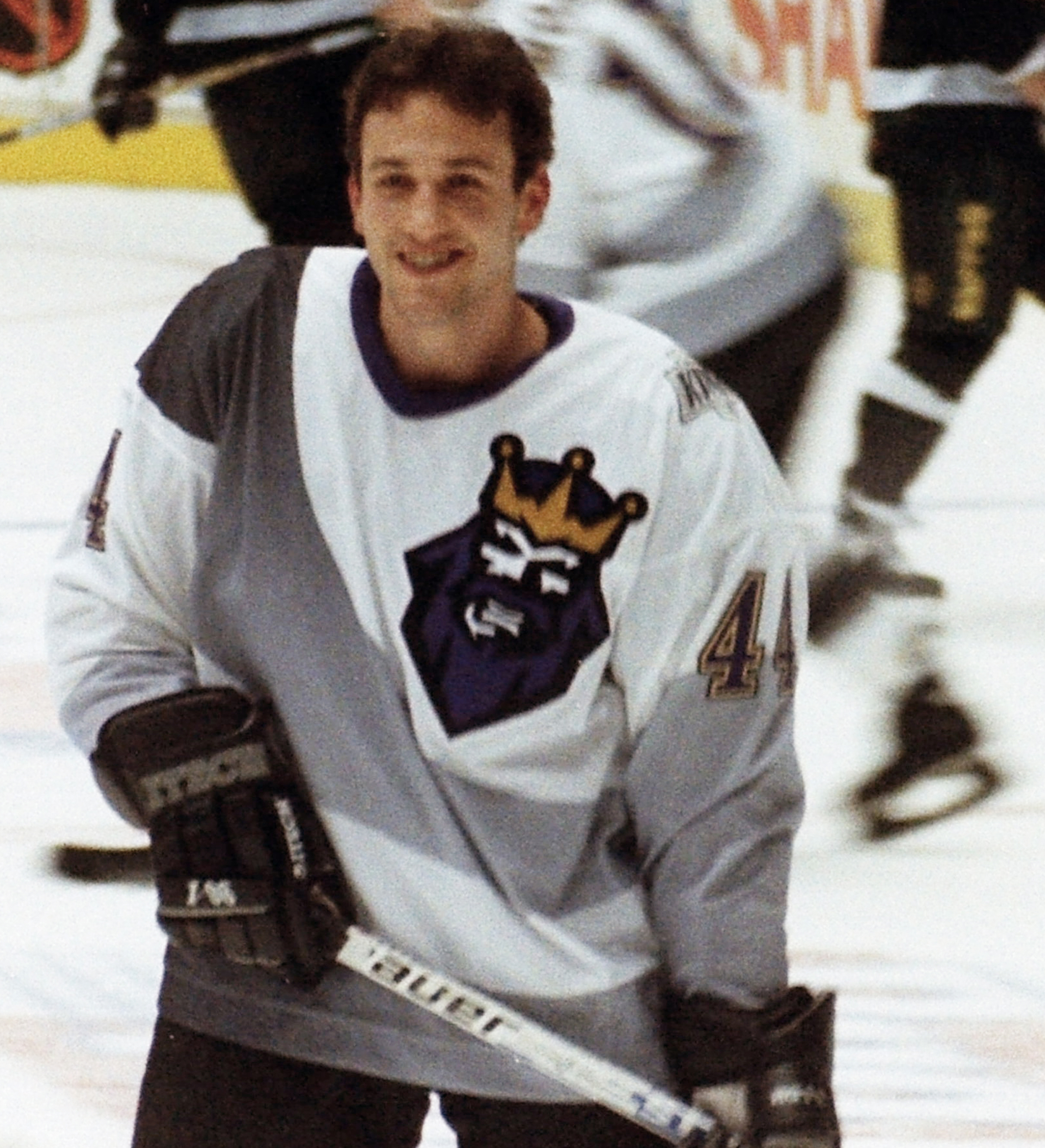
Yanic Perreault meilleur buteur du championnat.

Quatre joueurs comptent 9 points à la fin de la compétition dont Yanic Perreault qui compte 6 buts et est le meilleur buteur du mondial A.
| Joueur            | Équipe   |   | PJ | B | A | Pts | Pun |
| Yanic Perreault   | Canada   | 8 | 6  | 3 | 9 | 0   |     |
| Robert Lang       | Tchéquie | 8 | 5  | 4 | 9 | 2   |     |
| Sergueï Berezine  | Russie   | 8 | 4  | 5 | 9 | 2   |     |
| Alekseï Iachine   | Russie   | 8 | 4  | 5 | 9 | 4   |     |
| Travis Green      | Canada   | 8 | 5  | 3 | 8 | 8   |     |
| Teemu Selänne     | Finlande | 6 | 5  | 3 | 8 | 7   |     |
| Robert Reichel    | Tchéquie | 8 | 4  | 4 | 8 | 0   |     |
| Dmitri Kvartalnov | Russie   | 8 | 4  | 4 | 8 | 4   |     |
| Bruno Zarrillo    | Italie   | 6 | 4  | 4 | 8 | 4   |     |
| Pavel Patera      | Tchéquie | 8 | 3  | 5 | 8 | 2   |     |

## Mondial B
| Clt   | Équipe          | PJ | V | D | N | BP | BC | Pts |
| ----- | --------------- | -- | - | - | - | -- | -- | --- |
| +013, | Lettonie        | 7  | 6 | 0 | 1 | 41 | 16 | 13  |
| +014, | Suisse          | 7  | 5 | 1 | 1 | 37 | 13 | 11  |
| +015, | Biélorussie     | 7  | 5 | 2 | 0 | 29 | 18 | 10  |
| +016, | Grande-Bretagne | 7  | 4 | 2 | 1 | 29 | 23 | 9   |
| +017, | Pologne         | 7  | 1 | 4 | 2 | 18 | 27 | 4   |
| +018, | Danemark        | 7  | 1 | 5 | 1 | 14 | 32 | 3   |
| +019, | Pays-Bas        | 7  | 1 | 5 | 1 | 12 | 35 | 3   |
| +020, | Japon           | 7  | 0 | 4 | 3 | 14 | 30 | 3   |

- Équipe promue pour le championnat 1997
- Équipe reléguée pour le championnat 1997

La Lettonie rejoint le Mondial A pour le championnat de 1997. Le Japon rejoint quant à lui le Mondial C.

## Mondial C
| Clt   | Équipe     | PJ | V | D | N | BP | BC | Pts |
| ----- | ---------- | -- | - | - | - | -- | -- | --- |
| +021, | Kazakhstan | 7  | 6 | 1 | 0 | 51 | 10 | 12  |
| +022, | Ukraine    | 7  | 6 | 1 | 0 | 40 | 13 | 12  |
| +023, | Slovénie   | 7  | 5 | 2 | 0 | 41 | 19 | 10  |
| +024, | Hongrie    | 7  | 2 | 3 | 2 | 34 | 31 | 6   |
| +025, | Estonie    | 7  | 3 | 3 | 1 | 36 | 29 | 7   |
| +026, | Roumanie   | 7  | 3 | 4 | 0 | 32 | 27 | 6   |
| +027, | Chine      | 7  | 1 | 5 | 1 | 23 | 68 | 3   |
| +028, | Croatie    | 7  | 0 | 7 | 0 | 11 | 71 | 0   |

- Équipe promue pour le championnat 1997
- Équipe reléguée pour le championnat 1997

Le Kazakhstan rejoint le Mondial B pour le championnat de 1997. La Croatie quant à elle rejoint le Mondial D.

## Mondial D
| Clt   | Équipe               | PJ | V | D | N | BP | BC | Pts |
| ----- | -------------------- | -- | - | - | - | -- | -- | --- |
| +029, | Lituanie             | 5  | 5 | 0 | 0 | 33 | 4  | 10  |
| +030, | Serbie-et-Monténégro | 5  | 4 | 1 | 0 | 20 | 10 | 8   |
| +031, | Espagne              | 5  | 2 | 2 | 1 | 22 | 18 | 5   |
| +032, | Belgique             | 5  | 2 | 3 | 0 | 10 | 24 | 4   |
| +033, | Corée du Sud         | 5  | 2 | 1 | 2 | 24 | 17 | 6   |
| +034, | Bulgarie             | 5  | 2 | 3 | 0 | 16 | 16 | 4   |
| +035, | Israël               | 7  | 2 | 4 | 1 | 30 | 21 | 5   |
| +036, | Australie            | 5  | 0 | 5 | 0 | 14 | 43 | 0   |

- Équipe promue pour le championnat 1997

La Lituanie rejoint le Mondial C pour le championnat de 1997.